# Río Puchca
Der Río Puchca ist ein 48 km (einschließlich Río Mosna: 106 km) langer linker Nebenfluss des Río Marañón, linker Quellfluss des Amazonas, in Peru. Der Río Puchca durchfließt im Osten der Verwaltungsregion Ancash die Provinzen Huari und Antonio Raymondi.

## Flusslauf
Der Río Puchca verläuft am Osthang der peruanischen Westkordillere. Er entsteht 6 km südsüdöstlich der Provinzhauptstadt Huari auf einer Höhe von etwa 2600 m am Zusammenfluss von Río Huari (links) und Río Mosna (rechts). Letzterer ist der Hauptquellfluss des Río Puchca. Die beiden Quellflüsse entwässern die Ostseite der vergletscherten Cordillera Blanca. Der Río Puchca fließt in überwiegend nordnordöstlicher Richtung durch das Bergland. Bei Flusskilometer 42 passiert der Fluss das Distriktverwaltungszentrum Masin. Bei Flusskilometer 33 trifft der Río Colca von rechts auf den Río Puchca. Dieser mündet schließlich an der Grenze zwischen den Verwaltungsregionen Ancash und Huánuco in den Río Marañón.

## Einzugsgebiet
Der Río Puchca entwässert ein Areal von etwa 2740 km². Weiter südlich verläuft der Río Vizcarra (auch Urqumayu), weiter nördlich der Río Yanamayo.

## Sonstiges
Es gibt Pläne für ein 140-MW-Wasserkraftwerk am Río Puchca.